# Гусиное Озеро (станция)
Гуси́ное О́зеро — станция Восточно-Сибирской железной дороги на южной линии Улан-Удэ — Наушки.
Расположена в селе Гусиное Озеро Селенгинского района Бурятии.

## История
Введена в эксплуатацию в 1940 году.
В октябре 1964 года началось регулярное пассажирское движение поездов по маршруту Улан-Удэ — Гусиное Озеро (впоследствии Улан-Удэ — Наушки).
Пригородное движение поездов по маршруту Загустай — Наушки (реформированный Улан-Удэ — Наушки) по южной ветке ВСЖД отменено в 2014 году.

## Дальнее следование по станции
| № поезда | Маршрут движения | № поезда | Маршрут движения |
| -------- | ---------------- | -------- | ---------------- |
| 361      | Наушки — Иркутск | 362      | Иркутск — Наушки |